# Federica Sciarelli
Federica Sciarelli (Roma, 9 ottobre 1958) è una giornalista e conduttrice televisiva italiana, cronista parlamentare e consigliera dell'Ordine dei giornalisti del Lazio.

## Biografia
Federica Sciarelli, nata il 9 ottobre 1958 a Roma da genitori napoletani (il padre era avvocato dello Stato), si diploma al liceo scientifico e due anni dopo, all'età di venti anni, inizia la professione vincendo una borsa di studio per l'avviamento alla carriera giornalistica (seconda su diecimila partecipanti). Il suo primo lavoro stabile è all'Ufficio informazioni parlamentari dove rimane per quattro anni. Nel 1987 inizia la carriera giornalistica al TG3, sotto la direzione di Sandro Curzi: viene assegnata alla redazione politica (è tra le prime donne con questo incarico in un telegiornale) dove rimarrà fino all'esperienza in Rete. Nello stesso anno lavora nella prima puntata della trasmissione Samarcanda.
Segue i maggiori partiti politici, i lavori parlamentari, poi diventa inviata. Conduce l'edizione del TG3 delle 22,30 Roma - New York, successivamente passa alla conduzione dell'edizione delle 19,00. Termina di fare l'inviata e nel 1989 è redattrice della redazione interni del telegiornale. Passa anche alla conduzione di Primo Piano, l'approfondimento del telegiornale, in onda dal lunedì al venerdì. L'8 maggio 1991 è stata nominata Cavaliere dell'Ordine al merito della Repubblica Italiana, onorificenza conferitale dal Presidente della Repubblica Francesco Cossiga. È stato insinuato da Antonello Piroso su Panorama che la Sciarelli avesse una relazione con Cossiga: questa affermazione è stata smentita apertamente e pubblicamente dalla giornalista . 
Dal 2004 conduce il programma Chi l'ha visto? in onda su Rai 3; è cronista parlamentare e consigliere dell'Ordine dei giornalisti del Lazio, distaccata alla rete, in organico al TG3. Nella primavera del 2006 ha pubblicato il suo primo libro, edito da Rizzoli: Tre bravi ragazzi, dagli atti del processo di uno dei più terribili fatti di cronaca della capitale, il massacro del Circeo. Sempre per Rizzoli, nel 2007 ha pubblicato, con Antonio Mancini, uno dei protagonisti della banda della Magliana, Con il sangue agli occhi. Un boss della banda della Magliana si racconta.
Nel 2010 in collaborazione con Emanuele Agostini, pubblica Un mostro innocente sulle vicende di Gino Girolimoni, accusato ingiustamente dello stupro e dell'omicidio di sette bambine nella Roma degli anni venti. Il 6 ottobre dello stesso anno annuncia in diretta su Rai 3 la morte ed il ritrovamento del corpo di Sarah Scazzi alla madre Concetta e a milioni di persone, e lo comunica in seguito a vari comunicati stampa di diverse agenzie, tra cui l'ANSA.
Il 30 gennaio 2015 conduce su Rai 3 con Corrado Augias lo speciale Il dodicesimo presidente. Il 13 giugno dello stesso anno è la madrina della parata del Roma Pride per i diritti LGBT. Il 27 giugno 2017 viene indagata con l'accusa di concorso in rivelazione di segreto d'ufficio, in quanto avrebbe fatto da tramite tra il magistrato Henry John Woodcock e Il Fatto Quotidiano per la pubblicazione di materiale coperto dal segreto istruttorio. Entrambe le posizioni verranno archiviate il 17 gennaio 2018, dimostrando l'infondatezza delle accuse nei confronti di Sciarelli e Woodcock.
Dal 16 novembre 2019 al 3 gennaio 2023 presenta in seconda serata su Rai 3 la docuserie Dottori in corsia - Ospedale pediatrico Bambino Gesù. 
Nel marzo 2020 pubblica il suo nuovo libro, il primo relativo ai fatti legati alle truffe sentimentali tramite internet, scritto con i suoi collaboratori, Ercole Rocchetti, Veronica Briganti e Marina Borrometi, intitolato Trappole d'amore (Storie di truffe romantiche) edito da Rai Libri. Il 12 settembre dello stesso anno conduce su Rai3 lo speciale Sulla mia pelle - Cosa è successo dopo il film?, in onda prima e dopo la prima visione del film Sulla mia pelle, pellicola che narra la tragica e discussa vicenda legata alla morte di Stefano Cucchi.

## Vita privata
La conduttrice televisiva ha un figlio, nato nel 1996.

## Televisione
- TG3 (Rai 3, 1987-2004)
- Aldebaran (Rai 3, 1991)
- TG3 Primo piano (Rai 3, 1993-2004)
- Scommetti sul rosso, sul nero o sullo zero? (Rai 3, 1994)
- Chi l'ha visto? (Rai 3, dal 2004)
- Chi l'ha visto? - Incredibili Storie (Rai 3, 2007)
- Le Storie di Chi l'ha visto? (Rai 3, 2012-2014)
- Il dodicesimo Presidente (Rai 3, 2015)
- Techetechete' (Rai 1, 2015) Puntata 44
- Telethon Show (Rai 1, 2015)
- Chi l'ha visto? 12:25 (Rai 3, 2016-2017)
- Chi l'ha visto? 11:30 (Rai 3, 2017-2019)
- I mille giorni di Mafia Capitale (Rai 3, 2017)
- Dottori in corsia - Ospedale pediatrico Bambino Gesù (Rai 3, 2019-2023)
- Sulla mia pelle - Cosa è successo dopo il film? (Rai 3, 2020)

## Opere
- Federica Sciarelli e Giuseppe Rinaldi. Tre bravi ragazzi. Gli assassini del Circeo, i retroscena di un'inchiesta lunga 30 anni. Rizzoli, 2006. ISBN 9788817011198.
- Federica Sciarelli e Antonio Mancini. Con il sangue agli occhi. Un boss della banda della Magliana si racconta. Rizzoli, 2007. ISBN 9788817015882.
- Federica Sciarelli ed Emmanuele Agostini. Il mostro innocente. La verità su Girolimoni condannato dalla cronaca e dalla storia. Rizzoli, 2010. ISBN 88-170-3546-7.
- Federica Sciarelli, Gildo Claps, Per Elisa. Il caso Claps: 18 anni di depistaggi, silenzi e omissioni, Milano, Rizzoli, 2011, ISBN 978-88-17-05160-6.[11]
- Federica Sciarelli, Ercole Rocchetti, Veronica Briganti, Marina Borrometi. Trappole d'amore. Storie di truffe romantiche. Roma, Rai Libri, 2020.
- Federica Sciarelli, Francesco Potenzoni, Il caso Potenzoni, Einaudi, 2021.